# Zbigniew Małkowski
Zbigniew Małkowski (Olsztyn, 19 gennaio 1978) è un ex calciatore polacco, di ruolo portiere.

## Carriera

### Hibernian
Ha giocato nella vittoria per 5-0 contro il St Patrick's Athletic Football Club dove ha giocato come trialista, nel pre-stagione del 2005-2006. Successivamente gli è stato prolungato il contratto di due anni.

### Gretna
Dopo aver perso il posto all'Hibernian, Małkowski è stato ceduto in prestito al Gretna verso la fine della stagione 2006-2007. Ha fatto una buona impressione a Gretna dove le sue performance hanno contribuito alla promozione della squadra in Scottish Premier League.

### Inverness
Il 31 agosto 2007 entra a far parte dell'Inverness in prestito, esordendo nella partita persa per 2-1 contro Aberdeen.

## Palmarès

### Club

#### Competizioni nazionali
- Scottish First Division: 1

Gretna: 2006-2007